# Mores
Mores (sardisk: Mòres) er en by og en kommune (comune) i provinsen Sassari i regionen Sardinien i Italien. Byen ligger i 366 meters højde og har 1.907 indbyggere (2016). Kommunen har et areal på 94,86 km² og grænser til kommunerne Ardara, Bonnanaro, Bonorva, Ittireddu, Ozieri, Siligo og Torralba.